# Simone Scatizzi
Simone Scatizzi (Prato, 26 maggio 1931 – Pistoia, 27 agosto 2010) è stato un vescovo cattolico italiano.

## Biografia
Nacque a Coiano, quartiere di Prato, sede vescovile allora in provincia di Firenze, il 26 maggio 1931, in una famiglia dalle solide radici cristiane.

### Formazione e ministero sacerdotale
Entrò in seminario a Prato in età giovanile e si dedicò agli studi di teologia; frequentò poi il seminario di Pistoia.
Il 29 giugno 1954 fu ordinato presbitero nella cattedrale di Prato.
Ben presto fu chiamato a collaborare con monsignor Pietro Fiordelli, vescovo di Prato, prima con l'incarico di segretario, poi con numerosi altri impegni nella curia diocesana e infine come vicario generale.

### Ministero episcopale
Il 1º agosto 1977 papa Paolo VI lo nominò vescovo di Fiesole; succedette ad Antonio Bagnoli, dimessosi per raggiunti limiti di età. L'8 settembre seguente ricevette l'ordinazione episcopale, nella cattedrale di Prato, dal vescovo di Prato Pietro Fiordelli, co-consacranti il vescovo Antonio Bagnoli, suo predecessore, e l'arcivescovo Antonio Innocenti, segretario della Congregazione per la disciplina dei sacramenti.
Il 27 maggio 1981 papa Giovanni Paolo II lo trasferì alla diocesi di Pistoia, dove succedette al dimissionario Mario Longo Dorni.
Durante il lungo periodo alla guida della diocesi di Pistoia si dedicò al sostegno del clero e in particolare alle opere caritatevoli, dando impulso energico al volontariato. Molte sono le opere assistenziali da lui fondate e sostenute durante il suo episcopato: opere a servizio dei poveri, degli emarginati, degli anziani, dei ragazzi e delle ragazze in difficoltà, delle famiglie. Una particolare attenzione fu da lui rivolta alle coppie di giovani e meno giovani in difficoltà, che non smise mai di sostenere e di consigliare tramite incontri periodici che si svolgevano nel convento francescano di Giaccherino.
Nel 2005 fu protagonista di una polemica sulle coppie di fatto con il quotidiano la Repubblica, che fece nascere un vero caso mediatico che occupò la prima pagina del giornale.
Il 4 novembre 2006 papa Benedetto XVI accolse la sua rinuncia, presentata per raggiunti limiti di età, al governo pastorale della diocesi di Pistoia; gli succedette Mansueto Bianchi, fino ad allora vescovo di Volterra. Rimase amministratore apostolico della diocesi fino all'ingresso del successore, avvenuto il 16 dicembre seguente.
Nel febbraio 2010 fu di nuovo al centro della cronaca a causa di alcune sue dichiarazioni sull'omosessualità, con le quali definì tale orientamento sessuale come «un disordine»; vescovo ribadì inoltre che agli omosessuali praticanti e non pentiti non può essere amministrata la comunione. Tali dichiarazioni causarono dure contestazioni nei confronti della Chiesa cattolica da parte delle principali associazioni LGBT italiane e di alcuni politici. Arcigay, per bocca del suo presidente Aurelio Mancuso, affermò che la confessione cattolica offende la dignità degli omosessuali.
Morì il 27 agosto 2010 verso l'una e mezza di notte, all'età di 79 anni, all'ospedale del Ceppo di Pistoia, per una malattia ematica. La messa esequiale si tenne il 29 agosto nella cattedrale di Pistoia e fu presieduta dall'arcivescovo di Firenze Giuseppe Betori.

## Genealogia episcopale
La genealogia episcopale è:
- Cardinale Scipione Rebiba
- Cardinale Giulio Antonio Santori
- Cardinale Girolamo Bernerio, O.P.
- Arcivescovo Galeazzo Sanvitale
- Cardinale Ludovico Ludovisi
- Cardinale Luigi Caetani
- Cardinale Ulderico Carpegna
- Cardinale Paluzzo Paluzzi Altieri degli Albertoni
- Papa Benedetto XIII
- Papa Benedetto XIV
- Papa Clemente XIII
- Cardinale Marcantonio Colonna
- Cardinale Giacinto Sigismondo Gerdil, B.
- Cardinale Giulio Maria della Somaglia
- Cardinale Carlo Odescalchi, S.I.
- Cardinale Costantino Patrizi Naro
- Cardinale Lucido Maria Parocchi
- Cardinale Pietro Maffi
- Arcivescovo Ercole Attuoni
- Vescovo Filippo Maria Cipriani
- Vescovo Pietro Fiordelli
- Vescovo Simone Scatizzi